# Mikura-jima
Mikura-jima hay Mikurajima (御蔵島 (Ngự Tạng đảo)) là một đảo núi lửa nằm trong nhóm bảy hòn đảo phía Bắc của quần đảo Izu ở Biển Philippines.  Hòn đảo này cách phía Nam của Tokyo 200 kilômét (120 mi)  và cách phía Nam - Đông Nam của đảo Miyakejima 19 kilômét (12 mi). Cùng với các đảo khác trong quần đảo Izu, Mikura-jima còn là một phần của Vườn quốc gia Fuji-Hakone-Izu.

## Lịch sử
Đã có người cư trú ở hòn đảo này trong hàng ngàn năm, nhưng các hồ sơ hiện tại chỉ ghi nhận đến thời kỳ Edo.  Chính quyền Mạc phủ Tokugawa chỉ định Mikura-jima, cùng với phần còn lại của quần đảo Izu là nơi lưu đày và có tới 10% cư dân đảo hiện tại là hậu duệ của những người lưu vong chính trị.
Năm 1714, chính quyền Mạc phủ Tokugawa phái một quan chức là Kochikuin Okuyama đến đảo để xúc tiến công việc xuất khẩu gỗ từ đảo để kiếm tiền.
Năm 1863, một con tàu gồm 460 lao động Trung Quốc và 23 thủy thủ Hoa Kỳ bị đắm tàu trên đảo. Mặc dù vào thời điểm đó, dân chúng Nhật Bản đã được Mạc phủ Tokugawa ra lệnh giết hoặc giam giữ bất kỳ người nước ngoài nào nhập cảnh Nhật Bản mà không được phép, nhưng cư dân ở Mikura-jima đã đối xử tử tế và hiếu khách với đội tàu bị đắm.

## Địa chất
Hòn đảo có đường kính tối đa 5,5 kilômét (3,4 mi) và chu vi 16 kilômét (9,9 mi), có diện tích 20,5 km². Đỉnh cao nhất là Núi Oyama (御山) là một núi lửa đã không còn hoạt động có chiều cao 851 mét (2.792 ft) và đã hoạt động lần cuối khoảng 6000 năm trước.
Giống như hầu hết các hòn đảo khác trong quần đảo Izu, Mikura-jima có địa hình dốc với những vách đá ven biển cao tới 500 mét.

## Hệ thực vật và động vật

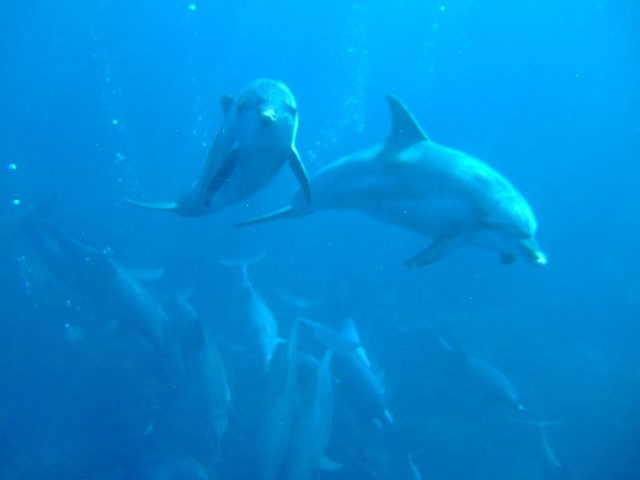
Cá heo mũi chai tại Mikurajima

Không giống như các đảo khác, Mikura-jima vẫn còn hầu hết các khu rừng già và hệ thực vật đặc trưng của nó.
Suối nước lớn nhất của hòn đảo tạo thành thác Shirataki ( (thác Trắng)) cao 80m. Hòn đảo này có một hồ khoáng dưới lòng đất, được cho là có khả năng chữa bệnh và các vùng nước xung quanh đảo có rất nhiều thực vật giàu chất dinh dưỡng.
Hòn đảo này là nơi có hoa phi điệp kép cũng như hải âu mặt trắng, cá heo mũi chai.

## Dân cư và hành chính
Theo phân cấp hành chính Nhật Bản thì hòn đảo được quản lý bởi khu Miyake của tỉnh Tokyo. Làng Mikura ( Mikura-mura) như là chính quyền địa phương của hòn đảo. Tính đến năm 2009, dân số của hòn đảo là 351 người.

## Kinh tế
Ngành công nghiệp chính của Mikura-jima là du lịch. Hòn đảo này được khoảng 10.000 khách du lịch viếng thăm từ tháng ba đến tháng mười mỗi năm.
Các điểm tham quan chính của hòn đảo là các tour tham quan quần thể cá heo mũi chai.  Các tour du lịch tham quan quần thể cá heo mũi chai được tổ chức trong những tháng mùa hè. Việc đi từ Miyakejima đến Mikura-jima mất khoảng 45 phút bằng tàu cá. Để bảo tồn môi trường sống của hòn đảo, khách du lịch không được phép đi tham quan mà không có hướng dẫn viên của đảo và phải ở tại một trong những nhà nghỉ được chỉ định của hòn đảo vì không được phép cắm trại.
Ngoài ra, việc xuất khẩu hoa Angelica keiskei, thường được biết đến dưới tên tiếng Nhật: ashitaba (ア シ タ バ hoặc 明日 葉), hoa phi điệp kép, các sản phẩm thủ công mỹ nghệ từ gỗ Hoàng dương rất được đánh giá cao và cũng là một nguồn thu nhập cho cư dân của hòn đảo.